# Blangy-le-Château
Blangy-le-Château is een gemeente in het Franse departement Calvados (regio Normandië) en telt 627 inwoners (1999). De plaats maakt deel uit van het arrondissement Lisieux. Blangy-le-Chäteau is lid van Les Plus Beaux Villages de France.

## Geografie
De oppervlakte van Blangy-le-Château bedraagt 10,7 km², de bevolkingsdichtheid is 58,6 inwoners per km².
De onderstaande kaart toont de ligging van Blangy-le-Château met de belangrijkste infrastructuur en aangrenzende gemeenten.

## Demografie
Onderstaande figuur toont het verloop van het inwonertal (bron: INSEE-tellingen).
Vanwege een beveiligingsprobleem met de MediaWiki Graph-software is het momenteel niet mogelijk deze grafiek weer te geven. Zodra de software is bijgewerkt zal de grafiek vanzelf weer zichtbaar worden.